# Xã Linn, Quận Moniteau, Missouri
Xã Linn (tiếng Anh: Linn Township) là một xã thuộc quận Moniteau, tiểu bang Missouri, Hoa Kỳ. Năm 2010, dân số của xã này là 1.292 người.